# Beinn Odhar
Beinn Odhar är ett berg i Storbritannien.   Det ligger i kommunen Stirling och riksdelen Skottland, i den nordvästra delen av landet, 600 km nordväst om huvudstaden London. Toppen på Beinn Odhar är 898 meter över havet, eller 577 meter över den omgivande terrängen. Bredden vid basen är 5,2 km.
Terrängen runt Beinn Odhar är huvudsakligen kuperad.Runt Beinn Odhar är det mycket glesbefolkat, med 4 invånare per kvadratkilometer. Närmaste större samhälle är Dalmally, 18,2 km väster om Beinn Odhar. Trakten runt Beinn Odhar består i huvudsak av gräsmarker.